# Helius (Prohelius) dugaldi
Helius (Prohelius) dugaldi is een tweevleugelige uit de familie steltmuggen (Limoniidae). De soort komt voor in het Afrotropisch gebied.